# 野口修
野口 修（のぐち おさむ、1934年1月24日 - 2016年3月31日）は、日本のプロモーター。1966年にムエタイを参考にして「キックボクシング」を考案および創始し、日本キックボクシング協会を設立。1970年より芸能プロモーターとしても活動し、五木ひろしを売り出した。父はプロボクサーのライオン野口、弟はプロボクサーの野口恭。

## 来歴
東京都文京区出身。1938年に父であるライオン野口が児玉誉士夫の招聘で一家を連れて上海に渡ったため、幼少期を上海で過ごす。上海では父が芸能興行を手掛けていた縁からディック・ミネらに可愛がられて育つ。太平洋戦争で日本が敗れると日本に引き揚げ、しばらくは西日本を転々とし、嘉納健治などに世話になった。明治高校、明治大学を卒業。
大学卒業後、実家が運営する野口拳闘クラブのマネジャーとなり、ボクシング界でレフェリーおよびプロモーター、ジム会長、東日本協会理事として活動。1961年には父の逝去に伴い、野口ジムの2代目オーナーとなる。NETと組む形で弟の野口恭や三迫仁志らの試合のプロモートを担ったが、世界タイトル戦のプロモートに伴う資金調達で、いわゆる闇ドルに手をつけたため、外為法違反で逮捕。NETからも契約を切られるなど、ボクシング界から事実上追放された。
1964年、タイのバンコクで「ムエタイ vs 大山道場」の3対3対抗戦を企画した。この企画をヒントにして1966年に格闘技「キックボクシング」を創設し、日本キックボクシング協会を設立。沢村忠など選手を発掘し、沢村を「キックの鬼」と呼ばれるスーパースターに育て上げた。またTVアニメ『キックの鬼』のオープニングテーマの作詞も担当した。
1970年、親交のあった山口洋子の勧めで、歌手の三谷謙と契約したことをきっかけに野口プロモーションは芸能分野にも進出。三谷は翌年、五木ひろしへ改名。3月に山口洋子作詞、平尾昌晃作曲のシングルレコード「よこはま・たそがれ」が発売され、再デビューを果たした。同楽曲は65万枚に迫る売上げを記録するなど、以後、五木は野口プロモーションのドル箱となった。五木は1979年に野口プロから独立した。
1972年10月、バンコクのラーチャダムリ通りに「野口キックボクシング・ジム」を開設。当時タイでは学生主導で日本製品不買運動が繰り広げられ、「キック・ボクシングは大いにムアイ・タイと異なり、ムアイ・タイより数倍も猛烈で激しい」とする野口の発言などがタイ人のナショナリズムを刺激し、10月15日にはジムにピストル弾3発が撃ち込まれる。その翌日にも高校生と見られる一団の抗議デモが押し寄せ、ジムの大ガラスが割られる騒ぎとなった。こうした事態を受け、タイ政府は野口と野口の関係者をタイの治安に対して危険な人物として日本へ送還、ジムは1週間で閉鎖となった。
1976年、世界キックボクシング協会（WKBA）を設立。以後、このタイトルをめぐって富山勝治 vs. ディーノ・ニューガルト、飛鳥信也 vs. ヘクター・ペーナ、新妻聡 vs. ヘクター・ペーナ、武田幸三 vs. ジョン・ウェイン・パーなど数々の名勝負が繰り広げられた。
2016年3月31日に逝去。享年83歳。同年5月9日に『ゴング格闘技』編集長の舟木昭太郎が逝去していたことを元木浩二より伝え聞いたと綴った。

## 評伝
- 細田昌志『沢村忠に真空を飛ばせた男 昭和のプロモーター・野口修 評伝』新潮社、2020年10月